# الانتخابات الرئاسية التركية 1931
جرت الانتخابات الرئاسية التركية لسنة 1931 على صعيد الجمعية الوطنية الكبرى لاختيار رئيس الجمهورية عبر التصويت النيابي وفقا للدستور، والتي جرت بتاريخ 4 ماي 1931 حيث تخللتها بتاريخ 3 أبريل 1930 إعطاء المرأة حق التصويت في الانتخابات النيابية والسماح بتأسيس حزب جديد في الدولة تحت اسم الحزب الجمهوري الليبرالي بزعامة علي فتحي أوكيار وفق إصلاحات أتاتورك. انتخب مصطفى كمال باشا (أتاتورك) رئيسا للجمهورية للمرة الثالثة على التوالي، لم يتقدم أي منافس على المنصب كما حضر 289 نائبا من اصل 317 للجلسة العامة.

## التصويت
| إنتخاب رئيس الجمهورية التركية 4 ماي 1931 | إنتخاب رئيس الجمهورية التركية 4 ماي 1931 | إنتخاب رئيس الجمهورية التركية 4 ماي 1931 | إنتخاب رئيس الجمهورية التركية 4 ماي 1931 | إنتخاب رئيس الجمهورية التركية 4 ماي 1931 |
| ---------------------------------------- | ---------------------------------------- | ---------------------------------------- | ---------------------------------------- | ---------------------------------------- |
| عدد أعضاء المجلس                         | عدد أعضاء المجلس                         | عدد أعضاء المجلس                         | عدد أعضاء المجلس                         | 317                                      |
| الحاضرون في التصويت                      | الحاضرون في التصويت                      | الحاضرون في التصويت                      | الحاضرون في التصويت                      | 289                                      |
| الغائبون عن التصويت                      | الغائبون عن التصويت                      | الغائبون عن التصويت                      | الغائبون عن التصويت                      | 28                                       |
| الأصوات الباطلة أو الإمتناع              | الأصوات الباطلة أو الإمتناع              | الأصوات الباطلة أو الإمتناع              | الأصوات الباطلة أو الإمتناع              | 0                                        |
| المترشح                                  | الإنتماء الحزبي                          | النتيجة                                  | النسبة                                   | نسبة المشاركة                            |
| مصطفى كمال باشا                          | حزب الشعب الجمهوري                       | 289                                      | 100%                                     | 91,1%                                    |